# Bryaspis humularioides
Bryaspis humularioides är en ärtväxtart som beskrevs av David Gledhill. Bryaspis humularioides ingår i släktet Bryaspis och familjen ärtväxter.

## Underarter
Arten delas in i följande underarter:
- B. h. falcistipulata
- B. h. humularioides